# Luise Rossier-Beneš
Luise Rossier-Beneš (* 21. Februar 1910 in Budapest; † 20. Dezember 2004 in Zürich) war eine schweizerisch-ungarische Psychologin und Sozialpädagogin. Zusammen mit ihrer Zwillingsschwester Maria Egg-Beneš gründete sie die Heilpädagogische Hilfsschule der Stadt Zürich. Sie gehörte später zum Expertenkreis der Weltgesundheitsorganisation (WHO) für Geisteskrankheiten.

## Familie und Jugend
Die beiden Schwestern Maria und Luise entstammten einer bürgerlichen Kaufmannsfamilie aus Budapest, wo sie bis zur Matura an einer Privatschule ihre Schulbildung erhielten. In diesen frühen Jahren wurden sie bereits mit sogenannten «Unheilbaren» konfrontiert, die in einem Kloster von Ordensfrauen betreut wurden. Die Mädchen fühlten sich vom Schicksal dieser Epileptiker, Geisteskranken und Geistesschwachen, die von der Gesellschaft ausgeschlossen waren, angezogen und verbrachten ihre Zeit mit ihnen. Während die Schwester Maria in Pécs und an der Sorbonne in Paris Psychologie und Pädagogik studierte, blieb Luise in Budapest und legte dort ihr Universitätsdiplom in Psychologie ab. Zu ihrer Ausbildung gehörten heilpädagogische Kurse in vielen Teilen der Welt.
Sie heiratete noch in Budapest und übersiedelte anschliessend in die Schweiz, wo sie am Evangelischen Lehrerseminar in Zürich das Primarlehrer-Diplom erwarb.
In den 1930er Jahren gründeten die beiden Schwestern den Heilpädagogischen Schulzirkel, wo sie vom ordentlichen Schulunterricht ausgeschlossene Kinder betreuten. Luise übernahm eigene Verantwortung in diesem Freiwilligenprojekt zur Förderung von als «bildungsunfähig» eingestuften Kindern. 1937 bezog die Gruppe erste eigene Räumlichkeiten an der Toblerstrasse 30. 1952 übernahm die Stadt Zürich die Trägerschaft der Schule.
1956 eröffnete unter der Leitung der beiden Zwillingsschwestern in Zürich die Schule für geistig behinderte Kinder ihre Tätigkeit, die weltweit erste dieser Art, die in das öffentliche Schulwesen integriert war. Luise überliess ihrer Schwester die Führungsaufgabe, stand ihr aber als «verständnisvolle und nimmermüde Helferin» zur Seite. Luise verlagerte ihren Schwerpunkt der Fürsorgearbeit mehr auf die überregionale und internationale Bühne: Sie gründete das SRK-Kinderheim für lernbehinderte Flüchtlingskinder – nach anderer Quelle das IKRK-Kinderheim für psychisch geschädigte Flüchtlingskinder – in Prangins mit und leitete es. Sie galt als Expertin bei der WHO.
Auf regionaler Ebene war sie Mitbegründerin der kirchenrätlichen Aufsichtskommission für das Pfarramt für cerebral gelähmte und geistig behinderte Menschen. Sie war Psychologielehrerin an den Evangelischen Kindergartenseminaren im Kanton Zürich.
Als ein besonderes Verdienst wird die Buchlegung von Pfarrer Gábor Sztehlo 365 Tage in Gottes Hand gewürdigt. Darin schreibt er über seine Hilfstätigkeit zugunsten der verfolgten ungarisch-jüdischen Bevölkerung – mehrheitlich Kinder – in Budapest. Der Schriftverkehr von Luise Rossier-Beneš, der einen Laufmeter umfasst, wird seit 1996 im NZZ-Archiv aufbewahrt.

## Publikationen (Auswahl)
- 1964: Komm schau! Arbeitsblätter für den Realienunterricht. Strasse und Verkehr. Heft 3, Schweizerische Hilfsgesellschaft
- 1967: Arbeitsblätter für den Leseunterricht: Lies deine Wörter! Band 1, Schweizerische Hilfsgesellschaft
- 1967: Arbeitsblätter für den Leseunterricht: Lies deine Sätze! Band 2, Schweizerische Hilfsgesellschaft
- 1970: Maria Egg-Beneš, Rossier-Benes: Diesen gehört mein Herz. 1970
- 1972: Komm schau! Arbeitsblätter für den Realienunterricht. Schweizerische Hilfsgesellschaft
- 1973: Arbeitsblätter für den Leseunterricht. Band 3, Schweizerische Heilpädagogische Gesellschaft
- 1975: Christoph Stückelberger, Rossier: Was sagt uns Gott durch unsere Kinder. Hänssler, ISBN 978-3-7256-0022-9
- 1983: Übersetzung/Verlag: Gábor Sztehlo: 365 Tage in Gottes Hand
- 1984: Lies deine Wörter! Schweizerische Heilpädagogische Gesellschaft
- 1988: Lies deine Sätze! SHG-Verlag
- 1993: Maria Egg-Benes, Rossier-Benes: Erinnerungen an die Familie Szondi. Sonderheft der Szondiana: Leopold Szondi zum 100. Geburtstag. Szondi Zürich